# Dysauxes modesta
Dysauxes modesta là một loài bướm đêm thuộc phân họ Arctiinae, họ Erebidae.